# Tommaso De Prà
Tommaso De Prà (Mortara, 16 dicembre 1938) è un ex ciclista su strada italiano, professionista dal 1963 al 1971.

## Carriera
Dopo tre stagioni e mezza tra i dilettanti, passò professionista nel luglio 1963 con la San Pellegrino Sport diretta da Gino Bartali, e gareggiò nella massima categoria fino al 1971, vestendo anche le maglie di I.B.A.C., Molteni e Salvarani.
Nei nove anni di carriera da pro vinse la Coppa Agostoni 1965, una tappa al Tour de France 1966, una alla Tirreno-Adriatico 1967, una al Tour de Suisse dello stesso anno, e una frazione alla Vuelta a España 1968. Con la vittoria a Pau durante il Tour de France 1966 andò a vestire anche la maglia gialla, perdendo però il primato nella successiva tappa pirenaica con arrivo a Luchon.
Fu anche convocato in Nazionale per i campionati del mondo del 1967 a Heerlen e del 1968 a Imola (vinti da Vittorio Adorni), svolgendo ruoli di gregariato.

## Palmarès
- 1961 (dilettanti)

Milano-Genova
- 1962 (dilettanti)

Gran Coppa Vallestrona
- 1965 (Molteni, una vittoria)

Coppa Agostoni
- 1966 (Molteni, una vittoria)

10ª tappa Tour de France (Bayonne > Pau)
- 1967 (Molteni, due vittorie)

3ª tappa Tirreno-Adriatico (Viterbo > Terni)
6ª tappa Tour de Suisse (Burgdorf > Möhlin)
- 1968 (Salvarani, una vittoria)

3ª tappa Vuelta a España (Lleida > Barcellona)

### Altri successi
- 1967 (Molteni)

Trofeo Colzani Cabiate
- 1968 (Salvarani)

Circuito di Felino
Circuito degli Assi

## Piazzamenti

### Grandi Giri
- Giro d'Italia

1965: 55º
1967: 68º
1968: 53º
1969: 72º
- Tour de France

1966: fuori tempo massimo (16ª tappa)
1971: ritirato (10ª tappa)
- Vuelta a España

1968: ritirato

### Classiche monumento
- Milano-Sanremo

1968: 105º
- Giro delle Fiandre

1968: 66º
- Parigi-Roubaix

1968: 35º
- Giro di Lombardia

1964: 24º
1965: 26º
1967: 17º

### Competizioni mondiali
- Campionati del mondo

Heerlen 1967 - In linea: 41º
Imola 1968 - In linea: ritirato